# 宮下秀冽
初世宮下 秀冽（みやした しゅうれつ、1909年12月15日 - 1993年12月24日）は日本の作曲家・箏曲家。本名は宮下哲郎（みやしたてつろう）。三十絃箏の開発者。

## 人物・来歴
群馬県高崎市（当時の倉渕村）生まれ。旧制高崎中学を卒業後、熱病が原因で失明。箏曲家をこころざして、東京盲学校師範部音楽科に入学。古曲を初代萩岡松韻、新曲を宮城道雄、作曲を田辺尚雄から学んだ。1948年の「双調の曲」で三曲新作コンクール1位入賞。1953年の「箏主奏組曲『平家物語による幻想』」で 第8回音楽部門芸術祭奨励賞を受賞した。その後も芸術祭で受賞を繰り返した（大賞2回、入賞8回）ことから、「芸術祭男」とのあだ名で呼ばれた。
また、幼少の頃より三十絃の開発に力を注ぎ、1955年ごろに完成。三十絃箏の特徴でもある豊かな音量を活かした作曲作りを行い、「三十絃のための独奏曲」などを作曲した。1975年、紫綬褒章。1982年、勲四等瑞宝章。1993年12月27日、心不全のため死去。

### 家族
箏曲家の宮下伸、宮下たづ子は彼の子供。たづ子は父の没後に二世宮下秀冽を襲名した。

## 受賞・受章歴

### 受賞
- 「双調の曲」（1948年）- 三曲新作コンクール1位入賞、文部大臣賞、NHK賞、日本三曲協会賞[3]。

- 「箏主奏組曲『平家物語による幻想』」（1953年）- 第8回音楽部門芸術祭奨励賞[6]
- 「日本楽器のための組曲」（1961年） - 第16回音楽部門芸術祭賞[7][8]、第6回宮城賞
- 「神秘」（1964年）- 第19回レコード（国内盤）部門芸術祭奨励賞[8]
- 「十七絃のための山楽章」（1965年）- 第20回音楽（放送によるもの）部門芸術祭奨励賞[8]
- 宮下秀冽作品演奏会 - 第21回音楽（公演によるもの）部門芸術祭奨励賞[9]
- 「火と水と祈り」（1967年）- 第22回音楽（放送によるもの）部門芸術祭奨励賞[9]
- 「生々流転」（1968年）- 第23回音楽（放送によるもの）部門芸術祭奨励賞[9]
- 「竹林精舎」（1972年）- 第27回芸術祭・ラジオ（音楽の部）部門大賞[9]

- 「蒼空の響」（1979年）- 第27回芸術祭・ラジオ（ラジオ音楽の部〈合唱曲を含〉）部門優秀賞[10]
- 「風花無限」（1982年）- 第27回芸術祭・ラジオ（ラジオ音楽の部）部門優秀賞[10]

### 受章
- 1975年 - 紫綬褒章
- 1982年 - 勲四等瑞宝章

## 著作物・作品

### 主要作品
本文に記載されているもの以外を挙げる（いずれも出版されている）。
- 花
- 民謡の主題による幻想曲「四国路」
- 海と里
- 北海民謡による幻想曲
- 古謡の主題と五つの変奏曲
- 壹越調祝賀
- 都の春による幻想曲
- アリランによる舞踊曲

### 主なディスコグラフィー
- 現代箏曲CD選集3 宮下秀冽・斉藤松声（ビクター）
- 二世宮下秀冽襲名記念　三十絃（日本伝統文化振興財団）
- 宮下秀冽作品集（日本伝統文化振興財団）
- 双調の曲　初世宮下秀冽傑作集（日本伝統文化振興財団）